# Lalden
Lalden est une commune suisse du canton du Valais, située dans le district de Viège.
En 1218, Lalden est mentionné sous le nom de Laudona.